# Tillandsia geminiflora
Tillandsia geminiflora es una especie de planta epífita dentro del género  Tillandsia, perteneciente a la  familia de las bromeliáceas. 

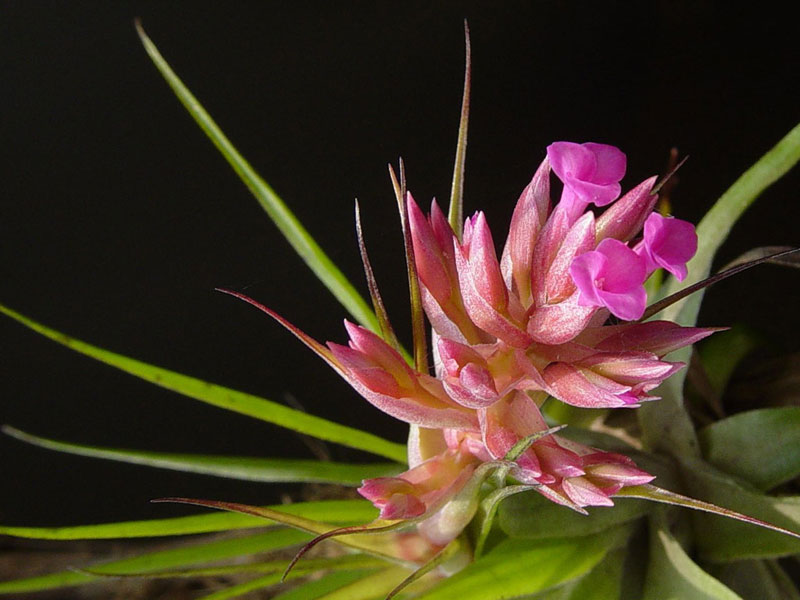
Flor

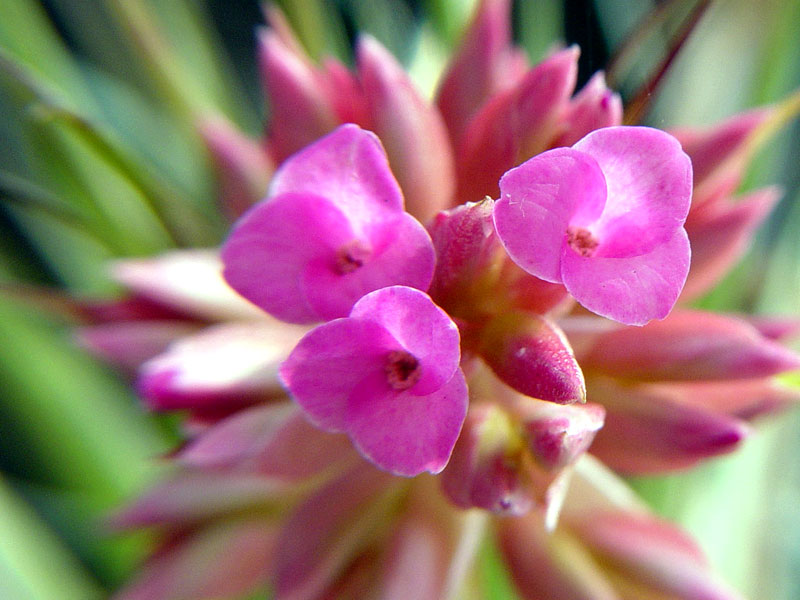
Detalle de la flor

## Distribución
Es originaria de Brasil, Surinam, Paraguay, Uruguay, y la Provincia de Misiones de Argentina.

## Cultivares
- Tillandsia 'Bushfire'[4]
- Tillandsia 'J. R.'[4]
- Tillandsia 'Mystic Twins'[4]
- Tillandsia 'Pink Sugar'[4]
- Tillandsia 'Pink Surprise'[4]

## Taxonomía
Tillandsia geminiflora fue descrita por Adolphe Theodore Brongniart y publicado en Voyage Autour du Monde 186. 1829.
Etimología
Tillandsia: nombre genérico que fue nombrado por Carlos Linneo en 1738 en honor al médico y botánico finlandés Dr. Elias Tillandz (originalmente Tillander) (1640-1693).
geminiflora: epíteto latíno que significa "con bulbos"
Variedad aceptada
- Tillandsia geminiflora var. incana (Wawra) Mez

Sinonimia
- Anoplophytum geminiflorum (Brongn.) E.Morren ex C.Morren
- Anoplophytum paniculatum E.Morren ex Baker
- Anoplophytum rubidum (Lindl.) Beer
- Tillandsia caldasiana Baker
- Tillandsia geminiflora var. geminiflora
- Tillandsia rubida Lindl.[7][8]